# Pernambuco
Pernambuco là một bang nằm ở đông bắc Brasil. Bang này tiếp giáp các bang Paraíba và Ceará về phía bắc, Piauí về phía đông, Alagoas và Bahia về phía nam, Đại Tây Dương về phía đông. Bang này có 187 km đường bờ biển. Thủ phủ bang, thành phố Recife, là một trong những đô thị sầm uất nhất vùng đông bắc của Brasil.
Với vị trí địa lý gần xích đạo, bang này tiếp nhận một lượng ánh nắng mặt trời dồi dào hàng năm, với nhiệt độ trung bình 26 °C (79 °F).

## Liên kết
| Tìm hiểu thêm về Pernambuco tại các dự án liên quan |                                   |
| Tìm kiếm Wiktionary                                 | Từ điển từ Wiktionary             |
| Tìm kiếm Commons                                    | Tập tin phương tiện từ Commons    |
| Tìm kiếm Wikinews                                   | Tin tức từ Wikinews               |
| Tìm kiếm Wikiquote                                  | Danh ngôn từ Wikiquote            |
| Tìm kiếm Wikisource                                 | Văn kiện từ Wikisource            |
| Tìm kiếm Wikibooks                                  | Tủ sách giáo khoa từ Wikibooks    |
| Tìm kiếm Wikiversity                                | Tài nguyên học tập từ Wikiversity |

- (tiếng Bồ Đào Nha) Website chính thức
- (tiếng Anh) Brazilian Tourism Portal Lưu trữ ngày 12 tháng 12 năm 2007 tại Wayback Machine
- (tiếng Bồ Đào Nha) Tourism Official Website
- (tiếng Anh) Cities of Pernambuco